# Téléphone arabe
 (décembre 2023).
- Si vous ne connaissez pas le sujet, laissez ce bandeau (vous pouvez alors contacter les auteurs).
- Si vous supprimez le contenu mis en cause (vous pouvez préalablement contacter les auteurs),

argumentez précisément cette suppression dans la page de discussion
(un manque de référence n'est pas un argument ; une recherche réelle de référence doit avoir été effectuée, être formellement documentée).
 (décembre 2023).
Si vous disposez d'ouvrages ou d'articles de référence ou si vous connaissez des sites web de qualité traitant du thème abordé ici, merci de compléter l'article en donnant les références utiles à sa vérifiabilité et en les liant à la section « Notes et références ».
Pour le film, voir Téléphone arabe (film), Téléphone sans fil.
Le téléphone arabe, également appelé téléphone sans fil[réf. nécessaire], est un jeu de société. Composé de trois joueurs au minimum, il est jouable à partir de 3 ans et sa durée est variable selon le nombre de participants, de quelques minutes environ pour une partie de cinq à dix joueurs. L'origine du jeu est incertaine.
Les joueurs forment une ligne ; le premier joueur arrive avec un message et le murmure à l'oreille de la deuxième personne dans la ligne. Le deuxième joueur répète le message au troisième joueur, et ainsi de suite. Quand le dernier joueur est atteint, celui-ci annonce à voix haute le message qu'il a entendu. La première personne de la liste compare ensuite le message original avec la version finale (et éventuellement avec les versions intermédiaires).
Bien que l'objectif du jeu soit de faire passer le message sans le déformer en cours de route, une partie du plaisir est que, quoi qu'il en soit, celui-ci finit généralement par être déformé. Les erreurs s'accumulent généralement dans les retouches à chaque transmission du message, de sorte que la déclaration annoncée par le dernier joueur diffère significativement de celle du premier joueur, généralement avec un effet amusant ou humoristique. Les raisons de ces changements sont notamment l'anxiété ou l'impatience, les corrections erronées, le mécanisme difficile à comprendre ou certains joueurs qui peuvent délibérément modifier ce qui est dit, afin de garantir un changement de message à la fin de la ligne.

## Origine du nom français
Le terme « téléphone arabe » est en référence au fait que le bouche à oreille est supposé être un moyen de communication plus répandu dans les peuples arabes[source insuffisante]. Le jeu est également appelé « le passe-parole », « le jeu du téléphone », « la rumeur » ou « le bouche à oreille ».
Par extension, le téléphone arabe désigne familièrement la transmission rapide de nouvelles de bouche à oreille, ces nouvelles étant alors déformées ou amplifiées.

## Principe

### Description
Le jeu du téléphone arabe (ou du téléphone sans fil) consiste à faire circuler, rapidement et silencieusement de bouche à oreille à travers une file de joueurs, une phrase inventée par le premier d'entre eux, et qui est récitée à la fin à voix haute par le dernier joueur de la file.
L'intérêt du jeu est de comparer la version finale de la phrase à sa version initiale. En effet, avec les éventuelles erreurs d'articulation, de prononciation, les confusions entre des mots et des sons, la phrase finale peut être tout à fait différente de la phrase initiale (par ex. « La sensualité se sent seule sans Sanson » pouvant devenir « La sexualité s’essouffle sans son sein »).
L'intérêt du jeu croît avec le nombre de joueurs et la complexité du message à échanger.

### Règle du jeu
Chaque joueur dit, successivement, la phrase à son voisin, sans se faire entendre des autres et sans la répéter si ce dernier ne l'a pas bien compris.

### But du jeu
Transmettre le message oralement du premier au dernier joueur de la chaîne en conservant l'intégralité du message.

### Mise en place
Aucune autre sinon que de former une chaîne de joueurs.

### Déroulement
Les joueurs se placent côte à côte. Le premier joueur invente une phrase, la note, puis la chuchote au deuxième, lequel la chuchote au troisième et ainsi de suite, jusqu'au dernier qui annonce à haute voix ce qu'il a entendu.

### Fin de partie et vainqueur
La partie s'achève quand le message est arrivé au dernier joueur de la chaîne.
Aucun joueur ne gagne à titre individuel. La victoire est collective. Le groupe est vainqueur si le dernier joueur annonce le même message que le premier joueur.

## Variantes
Une variante consiste non pas à répéter le mot entendu, mais un mot immédiatement associé : la déformation est ainsi désirée et permet d'observer par la suite le glissement de sens.
Le jeu peut être utilisé avec des enfants pour aborder les notions de synonymie, d'homonymie et de champ lexical.
Il existe une variante en ligne appelée Gartic Phone, où le déroulement se passe différemment. Chaque joueur doit écrire une histoire, puis reçoit au hasard par un autre joueur un mot à dessiner ou un dessin qu'il doit décrire, tout cela sans dire aux autres. Ce jeu est basé sur un autre jeu, Broken Picture Phone ou Esquissé ?.

## Appellations selon les langues
| Langue              | Nom du téléphone arabe dans cette langue                                              | Traduction                                                     |
| ------------------- | ------------------------------------------------------------------------------------- | -------------------------------------------------------------- |
| allemand            | Stille Post                                                                           | « poste muette »                                               |
| anglais             | Chinese whispers / Telephone game / Broken telephone                                  | « chuchotements chinois / jeu du téléphone / téléphone cassé » |
| arabe               | التليفون المكسور                                                                      | « téléphone cassé »                                            |
| portugais brésilien | telefone sem fio                                                                      | « téléphone sans-fil »                                         |
| bulgare             | развален телефон                                                                      | « téléphone cassé »                                            |
| catalan             | El telèfon                                                                            | « le téléphone »                                               |
| chinois             | 以訛傳訛 (yǐ é chuán é)                                                               | « L'erreur grossit en se transmettant de bouche en bouche »    |
| croate              | pokvareni telefon                                                                     | « téléphone cassé »                                            |
| espagnol            | Esp Ame: el teléfono estropeado/dañado/descompuesto, Esp Eur: teléfono escacharra(d)o | « téléphone cassé »                                            |
| finnois             | rikkinäinen puhelin                                                                   | « téléphone cassé »                                            |
| francique ripuaire  | Stėlle Poßß                                                                           | « poste muette »                                               |
| grec                | χαλασμένο τηλέφωνο                                                                    | « téléphone cassé »                                            |
| hébreu              | טלפון שבור                                                                            | « téléphone cassé »                                            |
| hongrois            | súgós játék                                                                           | « jeu de chuchotements »                                       |
| italien             | telefono senza fili                                                                   | « téléphone sans fil »                                         |
| japonais            | 伝言ゲーム                                                                            | « jeu des messages »                                           |
| khmer               | សត្វក្អែកមានតម្លៃដប់                                                                         | « un corbeau en vaut dix »                                     |
| lituanien           | sugedęs telefonas                                                                     | « téléphone cassé »                                            |
| letton              | klusie telefoni                                                                       | « téléphones muets »                                           |
| malais              | permainan telefon rosak                                                               | « jeu du téléphone cassé »                                     |
| polonais            | głuchy telefon                                                                        | « téléphone sourd » ou « téléphone mort »                      |
| portugais           | telefone-sem-fio                                                                      | « téléphone sans fil »                                         |
| roumain             | telefonul fără fir                                                                    | « téléphone sans fil »                                         |
| russe               | испорченный телефон ou глухой телефон                                                 | « téléphone cassé » ou « téléphone sourd »                     |
| serbe               | Gluvi Telefoni                                                                        | « téléphone sourd » ou « téléphone mort »                      |
| suédois             | viskleken                                                                             | « jeu des chuchotements »                                      |
| tchèque             | tichá pošta                                                                           | « poste muette »                                               |
| turc                | Kulaktan kulağa                                                                       | « d'oreille en oreille »                                       |

## Record
Le record du monde du plus long téléphone arabe, selon le Livre Guinness des records, comptabilise 1847 personnes. Il a été organisé par l'association des franchisés McDonald’s du Michigan, aux USA dans le Comerica Park à Detroit, (Michigan), le 27 Juin 2025. La phrase secrète était "The McDonald’s snack wrap is back" ("Le Snack Wrap de McDonald's est de retour") et avait pour but un coup de communication.
Le précédent record du monde comptabilisait 1792 personnes. Il avait été organisé par Hearing Support Bay of Plenty, une société de support auditif, en Nouvelle-Zélande à Tauranga le 1er mars 2017. Le but était de célébrer la semaine de la sensibilisation à l'audition en Nouvelle-Zélande.